# Emmanuel Moses
Emmanuel Moses (* 1959, Casablanca) je francouzský spisovatel, básník a překladatel.

## Životopis
Dětství prožil v Paříži. V devíti letech se odstěhoval s rodiči do Izraele. Zde studoval historii. V roce 1986 se vrátil do Francie. Kromě vlastní tvorby také překládá, hlavně moderní hebrejskou literaturu.
Jeho otcem byl filozof Stéphane Mosès a jeho matka je umělkyně Liliane Klapisch. Mezi jeho předky patří německý spisovatel Heinrich Kurtzig (1865–1946).

## Dílo
- Le Repas du soir, Paris, Éditions du Titre, 1988, 33 p.
- Un homme est parti, Gallimard, 1989
- Métiers, Obsidiane, 1989
- Les Éventails de la Sainte Victoire, Obsidiane, 1990
- Papernik, Grasset, 1992
- Les Bâtiments de la Compagnie Asiatique, Obsidiane, 1993 (cena Max-Jacob)
- Opus 100, Flammarion, 1996
- La Danse de la poussière dans les rayons du soleil, Grasset, 1999
- Le Présent, Flammarion, 1999
- Valse noire, Denoël, 2002
- Adieu Lewinter, Denoël, 2000
- La Vie rêvée de Paul Averroès, Denoël, 2001
- Dernières nouvelles de Monsieur Néant, Obsidiane, 2003
- Figure rose, Flammarion, 2006
- Les Tabor, Stock, 2006
- Martebelle, Le Seuil, 2008
- D’un perpétuel hiver, Gallimard, 2009
- L’Animal, Flammarion, 2010
- Le rêve passe, Gallimard, 2010
- Préludes et fugues, Belin, 2011
- Le théâtre juif et autres textes, Gallimard, 2012
- Ce qu'il y a à vivre, Atelier la Feugraie

Překlady
- 11 poètes israéliens contemporains
- Peter Huchel, La tristesse est inhabitable, Orphée/La Différence, 1999
- Yehuda Amichai, Anthologie personnelle, Actes Sud, 1992
- Anthologie de la poésie en hébreu moderne, Gallimard, 2001
- CK Williams, Anthologie personnelle, Actes Sud, 2001 (spolupřekladatelé Claire Malroux a Michel Lederer)

překlady do angličtiny
- Yesterday's Mare, Vagabond Press, Stray Doc Editions, Sydney, 2003
- Last news of Mr. Nobody, Handsel Books, 2004
- He and I, Oberlin College Press, 2009